# Alfred Davignon
Pour les articles homonymes, voir Davignon.
Alfred Davignon, né Adolphe Davignon (en russe Альфред (Адольф) Яковлевич Давиньон) le 6 avril 1812 à Sèvres et mort entre 1866 et 1879, est un photographe, lithographe et ingénieur civil français, actif en Russie entre 1841 et 1847.

## Biographie

### Jeunesse et famille
Adolphe Simon Ferdinand Davignon est né en 1812 à Sèvres. Il est le fils de Jacques Ferdinand Davignon et de Denise Edmée Charles, son épouse, mariés le mois précédent. Au moment de son mariage, son père est employé à la manufacture de Sèvres — tout comme son aïeul paternel, Louis Henri Davignon, et d'autres hommes de la famille. Le mois suivant, Jacques Ferdinand Davignon entre dans l'armée. Devenu tirailleur au sein du 6e régiment de la Garde impériale, il est blessé lors de la bataille de Paris, en mars 1814.
En 1815, un des Davignon, tourneur sur porcelaine, accompagne à Saint-Pétersbourg le peintre Jacques François Joseph Swebach-Desfontaines et un décorateur nommé Moreau, chargés de diriger la manufacture impériale de porcelaine. Il meurt d'une « maladie de poitrine contractée pendant ses travaux ».
Établi en Russie et marié à Catherine Luyckx, Adolphe Davignon devient le père de deux filles : Clarisse Stéphanie, née en 1837 à Saint-Pétersbourg, et Marie Léonie en 1846 à Moscou. Cette dernière, devenue professeur de piano, épousera en 1879 à Paris le compositeur irlandais Joseph O'Kelly, veuf depuis deux ans.

### Carrière
En mai 1847, Davignon quitte la Russie et rentre en France avec sa femme et ses deux filles.

### Dernières années
En 1850, Davignon, alors officier du génie en retraite, s'établit à Bourges et propose ses services — d'arpentage et de bornage, entre autres — par voie de presse,. Il se lance par ailleurs dans la sériciculture, installant une magnanerie dans le quartier Pignoux,,.
En 1865, lorsque sa fille aînée se marie, il est déclaré comme « lieutenant de génie en retraite, demeurant à Bourges », tandis que sa femme vit à Paris. L'année suivante, il est l'un des deux témoins à signer l'acte de décès de sa mère, survenu chez lui, à la magnanerie, où réside également le second témoin, un professeur de piano,.
Adolphe Davignon est déclaré décédé quand sa fille cadette se marie, en 1879,.

## Galerie

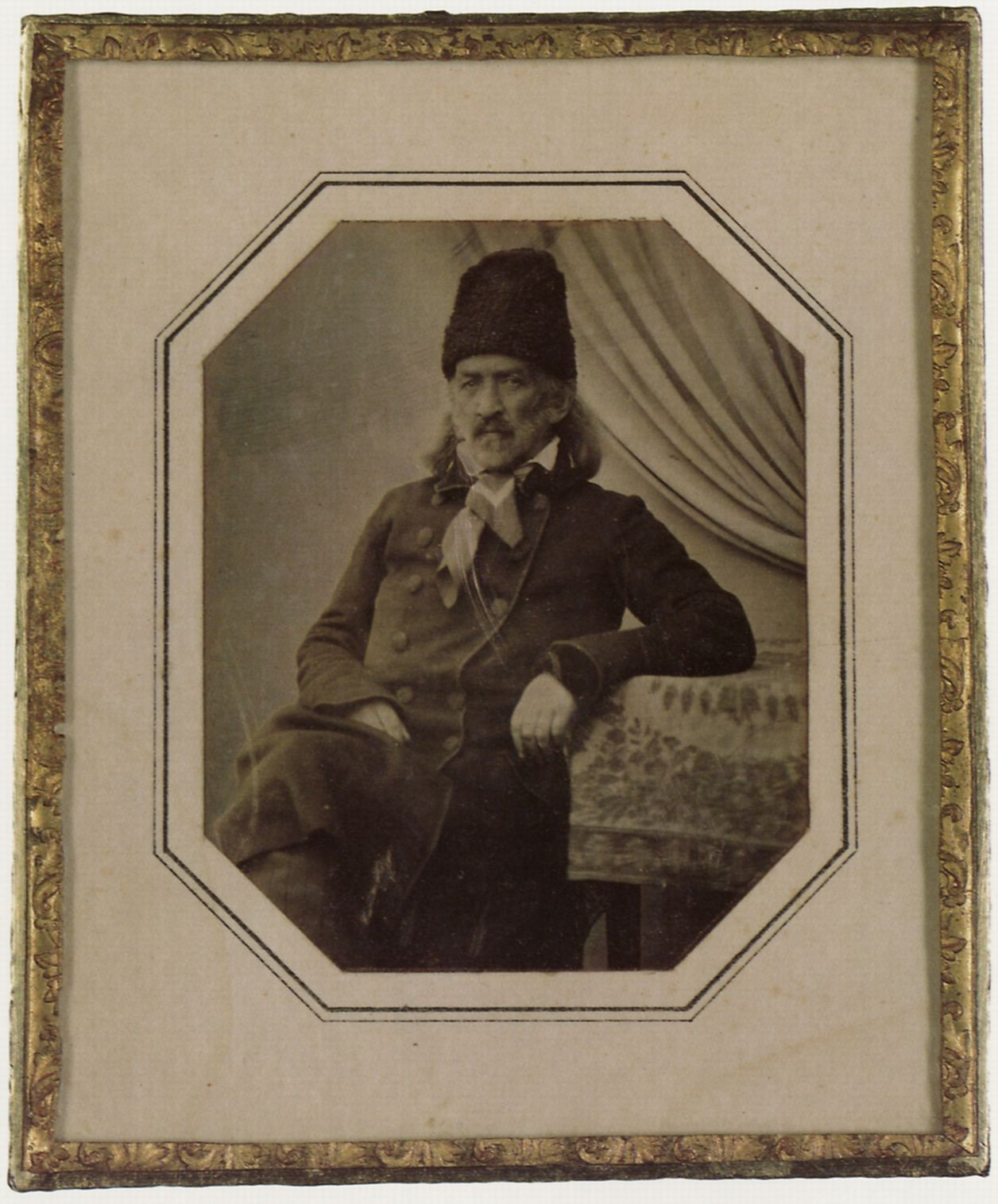
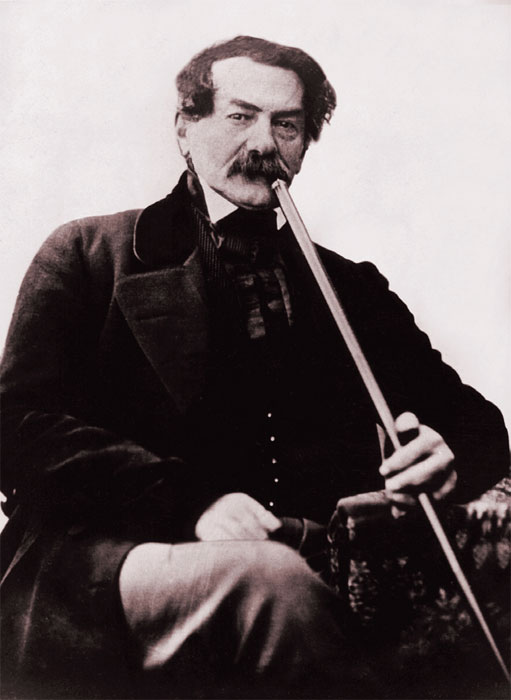
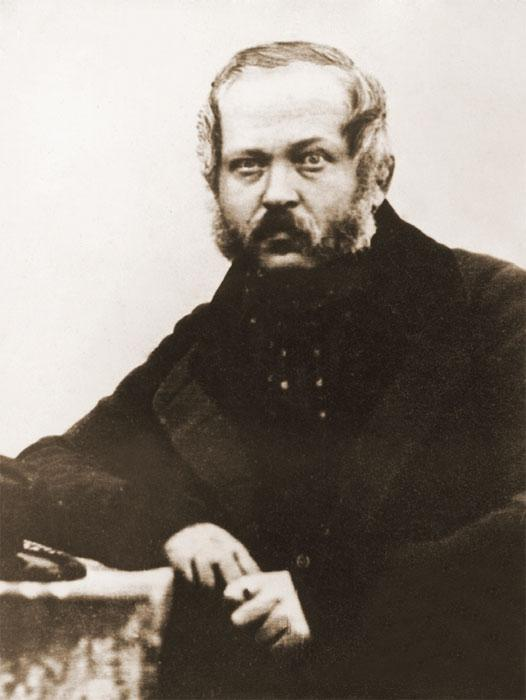
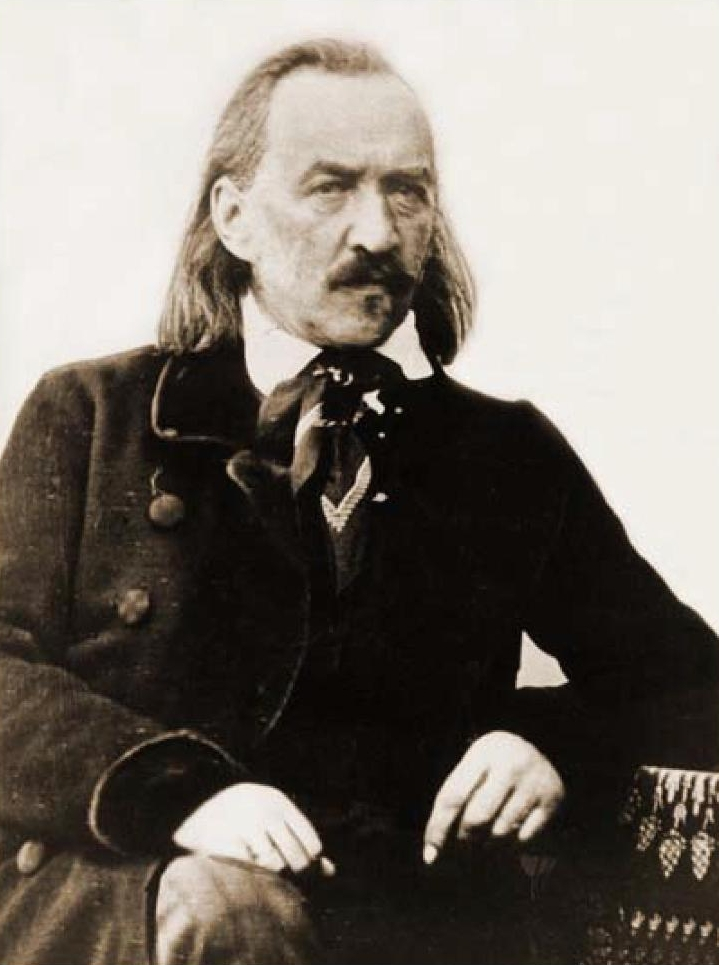